# Bongo, Ghana
Bongo là một thị trấn thuộc vùng Thượng Đông, Ghana. Theo thống kê năm 2010, dân số thị trấn là 5.169 người.

## Giao thông
Bongo có một trạm xe buýt trên tuyến đường lớn dẫn đến thủ phủ vùng Bolgatanga.